# Tučapy (Uherské Hradiště-i járás)
Tučapy település Csehországban, a Uherské Hradiště-i járásban. Tučapy Boršice, Polešovice és Stříbrnice településekkel határos. Lakosainak száma 253 fő (2024. január 1.).

## Népesség
A település lakosságának változását az alábbi diagram mutatja:
| Lakosok száma | 348  | 443  | 433  | 424  | 315  | 210  | 249  | 255  | 251  | 253  |
|               | 1869 | 1890 | 1921 | 1950 | 1980 | 2001 | 2017 | 2019 | 2022 | 2024 |